# داني باوتيستا (لاعب كرة قاعدة)
داني باوتيستا (بالإنجليزية: Danny Bautista)‏ هو لاعب كرة قاعدة دومينيكاوي، ولد في 24 مايو 1972 في سانتو دومينغو في جمهورية الدومينيكان.

## وصلات خارجية
- داني باوتيستا على موقع دوري كرة القاعدة الرئيسي (الإنجليزية)
- داني باوتيستا على موقعبيزبول رفرنس.كوم (الدوري الرئيسي) (الإنجليزية)
- داني باوتيستا على موقعبيزبول رفرنس.كوم (الدوري الثانوي) (الإنجليزية)
- داني باوتيستا على موقع إي إس بي إن.كوم (أم.أل.بي) (الإنجليزية)
- داني باوتيستا على موقع مشجعي الرسوم البيانية (الإنجليزية)